# Брайтвотерс (Нью-Йорк)
Брайтвотерс (англ. Brightwaters) — селище (англ. village) в США, в окрузі Саффолк штату Нью-Йорк. Населення — 3181 особа (2020).

## Географія
Брайтвотерс розташований за координатами 40°42′59″ пн. ш. 73°15′41″ зх. д. / 40.71639° пн. ш. 73.26139° зх. д. (40.716416, -73.261496).  За даними Бюро перепису населення США в 2010 році селище мало площу 2,59 км², з яких 2,53 км² — суходіл та 0,06 км² — водойми.

## Демографія
Згідно з переписом 2010 року, у селищі мешкали 3103 особи в 1126 домогосподарствах у складі 856 родин. Густота населення становила 1199 осіб/км².  Було 1156 помешкань (447/км²).
Расовий склад населення:
| - 94,3 % — білих - 1,6 % — азіатів - 1,5 % — чорних або афроамериканців |

До двох чи більше рас належало 1,7 %. Частка іспаномовних становила 5,1 % від усіх жителів.
За віковим діапазоном населення розподілялося таким чином: 25,8 % — особи молодші 18 років, 62,0 % — особи у віці 18—64 років, 12,2 % — особи у віці 65 років та старші. Медіана віку мешканця становила 43,7 року. На 100 осіб жіночої статі у селищі припадало 97,6 чоловіків;  на 100 жінок у віці від 18 років та старших — 96,8 чоловіків також старших 18 років.
Середній дохід на одне домашнє господарство  становив 159 211 долар США (медіана — 122 692), а середній дохід на одну сім'ю — 176 843 долари (медіана — 150 750). Медіана доходів становила 85 688 доларів для чоловіків та 64 028 доларів для жінок. За межею бідності перебувало 1,7 % осіб, у тому числі 2,8 % дітей у віці до 18 років та 0,0 % осіб у віці 65 років та старших.
Цивільне працевлаштоване населення становило 1702 особи. Основні галузі зайнятості: освіта, охорона здоров'я та соціальна допомога — 34,8 %, фінанси, страхування та нерухомість — 12,9 %, науковці, спеціалісти, менеджери — 9,8 %, роздрібна торгівля — 8,9 %.